# Hermann Pohlmeier
Hermann Pohlmeier (* 17. Juli 1928 in Düsseldorf; † 7. August 1996 in Göttingen) war ein deutscher Psychiater und Psychoanalytiker. Er war Lehrstuhlinhaber für Medizinische Psychologie an der Universität Göttingen und widmete sich insbesondere der Suizidforschung.

## Leben
Hermann Pohlmeier, Sohn von Käthe Pohlmann und des Arztes Hermann Pohlmann, nahm nach dem Besuch eines humanistischen Gymnasiums ein Medizinstudium an der Universität Köln auf und wechselte nach zwei Semestern an die Universität Bonn, wo er ein Theologiestudium (Theologische Philosophie) begann und in das Katholische Priesterseminar aufgenommen wurde. Das Theologiestudium brach er nach sechs Semestern ab und wandte sich erneut der Medizin zu. 1957 wurde er an der Universität München mit der Schrift Eine einfache Flachschnittmethode der Chorionallantoismembran als diagnostisches Hilfsmittel in der Mikrobiologie zum Doktor der Medizin promoviert.
Er ließ sich bei Paul Matussek und Anton von Braunmühl zum Psychiater ausbilden, bildete sich in Psychoanalyse fort und absolvierte eine Lehranalyse bei Fritz Riemann. Von 1964 bis 1969 war er als Assistenzarzt und Oberarzt am Max-Planck-Institut für Psychiatrie München tätig gewesen. Von 1970 bis 1975 arbeitete er als Oberarzt in Ulm, wo er der Arbeitsgruppe um Helmut Enke angehörte, in der die Medizinische Psychologie als Lehrfach begründet wurde. Von 1974 bis 1975 leitete Pohlmeier die psychiatrische Ambulanz der Universität Ulm.
Ab 1975 wirkte er als ordentlicher Professor für Medizinische Psychologie an der Universität Göttingen. Sein Schwerpunkt war die Depressions- und vor allem die Suizidforschung. Er war Mitbegründer und über acht Jahre Vorsitzender der Deutschen Gesellschaft für Selbstmordverhütung. Nachdem der damalige Präsident der Deutschen Gesellschaft für Humanes Sterben (DGHS), Hans Henning Atrott, wegen verbotenen Handels mit Zyankali und Steuerhinterziehung verhaftet worden war, übernahm Pohlmeier im Mai 1993 den Vorsitz dieser Gesellschaft. Hermann Pohlmeier war geschieden und hatte eine Tochter, die 1960 in München geborene Filmemacherin und Produzentin Alexandra Pohlmeier.

## Schriften (Auswahl)
Als Autor:
- Depression und Selbstmord. 1971; Neuauflage: Keil, Bonn 1980, ISBN 3-921591-11-2; 3. Auflage: Parerga, Düsseldorf 1995, ISBN 3-930450-02-X. Erschien auch in französische Sprache.
- Selbstmord und Selbstmordverhütung. Urban & Schwarzenberg, München 1978; 2. Auflage 1983, ISBN 3-541-08582-7.
- Medizinische Psychologie und Klinik. 1982.
- Suizid zwischen Medizin und Recht. G. Fischer, Stuttgart 1996, ISBN 3-437-11708-4.
- Wie frei ist der Freitod? – Einschränkung frei verantwortlichen Handelns durch Krankheit? (= Berliner medizinethische Schriften. H. 7). Humanitas, Dortmund 1996, ISBN 3-928366-21-1.

Als Herausgeber:
- Psychosoziale Rehabilitation. 1978; Neuauflage 1983.
- Selbstmordverhütung. Anmassung oder Verpflichtung. Keil, Bonn 1978; 2. Auflage: Parerga, Düsseldorf 1994, ISBN 3-9803042-6-4.
- Uschi Essbach-Kreuzer: Medizinische Psychologie und Klinik. Verlag für Angewandte Psychologie, Stuttgart 1982, ISBN 3-87844-000-6.
- Suizidales Verhalten. Methodenprobleme und Erklärungsansätze. Roderer, Regensburg 1983, ISBN 3-89073-001-9.
- mit Hans Henning Atrott: Sterbehilfe in der Gegenwart. Roderer, Regensburg 1990, ISBN 3-89073-473-1.